# گوسیبای شیکیموکو

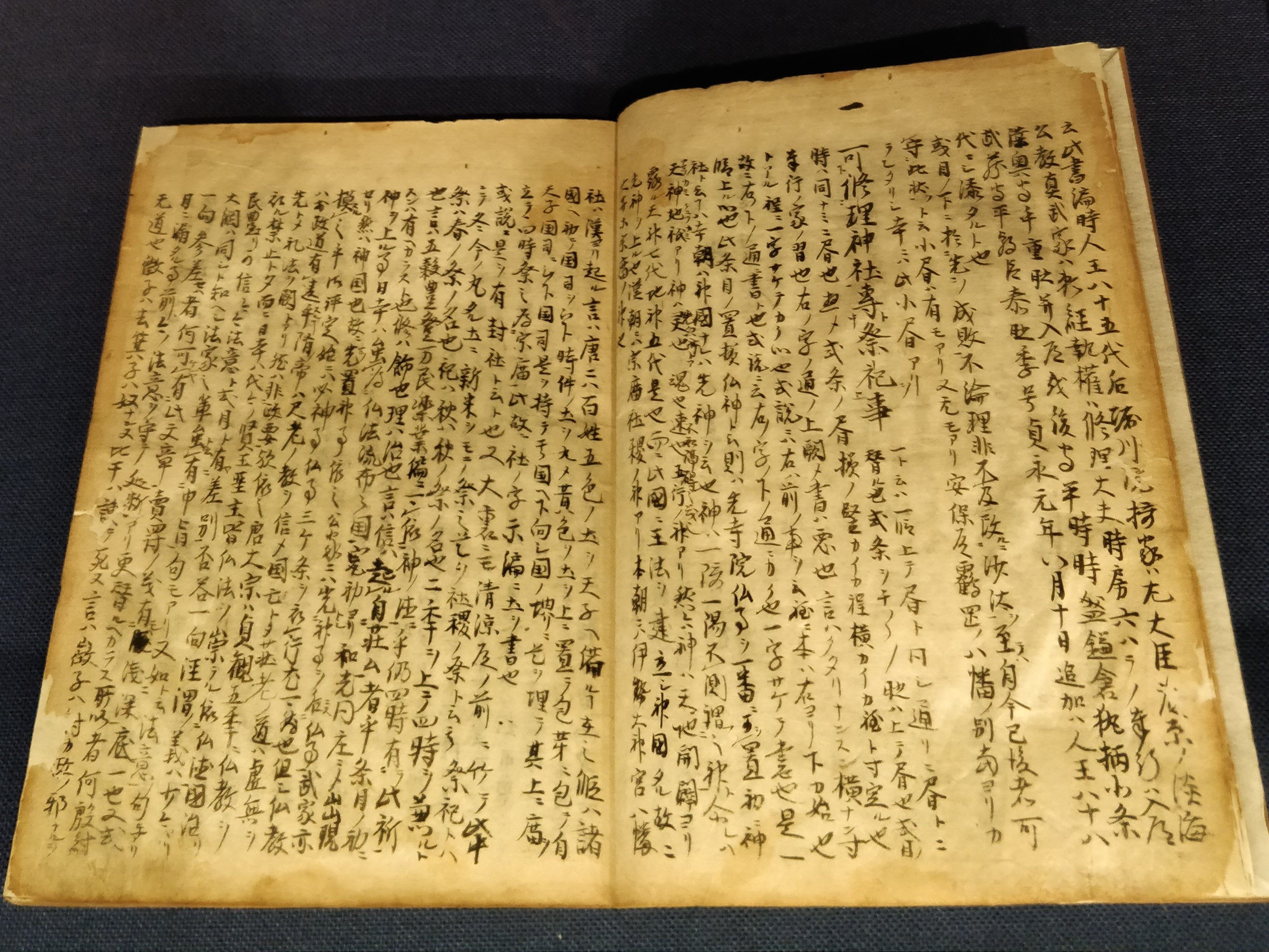
نسخه ای از گوسیبای شیکیموکو که در قرن هفدهم رونویسی شده‌است. مجموعه تویو بونکا، توکیو.

گوسیبای شیکیموکو (به ژاپنی: 御成敗式目 Goseibai Shikimoku) به معنی فرمول قضاوت‌ها، کد حقوقی شوگون‌سالاری کاماکورا در ژاپن بود، که توسط سومین شیکن، هوجو یاسوتوکی در سال ۱۲۳۲ منتشر شد.